# 新巴爾的摩 (紐約州普查規定居民點)
新巴爾的摩（英語：New Baltimore）是位於美國紐約州格林縣的普查規定居民點。

## 人口
根據2020年美國人口普查的數據，新巴爾的摩的面積為5.25平方千米，當中陸地面積為4.55平方千米，而水域面積為0.70平方千米。當地共有人口546人，而人口密度為每平方千米104人。